# Stanovništvo Mađarske
Stanovništvo Mađarske podrazumijeva demografske karakteristike stanovnika Mađarske, uključujući gustoću stanovništva, etničku pripadnost, razinu obrazovanja i zdravlja stanovništva, ekonomski status, vjersku pripadnost i druge čimbenike. 
Stanovništvo: 9,798.000  (2017.)
Starosna struktura: 
0-14 godina: 15% (muškarci 763,553; žene 720,112) 
15-64 godina: 69% (muškarci 3,384,961; žene 3,475,135) 
65 i više godina: 16% (muškarci 566,067; žene 995,768) (2009. godine procjena)
Stopa rasta stanovništva: -0,25% (2017. godina procjena)
Stopa nataliteta: 9 rođenih na 1,000 stanovnika (procjena 2017. godine)
Stopa mortaliteta: 12,8 umrlih na 1,000 stanovnika (procjena 2017. godine)
Neto stopa migracije: 1,3 migranata na 1,000 stanovnika (procjena 2017. godine)

Etničke grupe: Mađari 92%, Romi 2%, Nijemci 0,6%, Slovaci 0,2%, Hrvati 0,2%, Rumunji 0,1%.
Etničke podgrupe: Sekelji * Paloci * Kumani * Jasi * Hajdu-Mađari i Čango-Mađari.
Religija: Najzastupljeniji su: rimokatolici i grkokatolici; oko 40% stanovništva), zatim slijede kalvinisti (oko 12%) i luterani (2%). Međutim svega 25% stanovništva je zaista religiozno. Većina mađarskih Židova živi u Budimpešti.
Pismenost: 
ukupno stanovništvo: 99% 
muškarci: 99% 
žene: 98% (procjena 1980.)